# Gimhae-Stadion
Das Gimhae-Stadion ist ein Fußballstadion in der südkoreanischen Stadt Gimhae, Provinz Gyeongsangnam-do. Das Stadion wurde im April 2004 eröffnet. Seit 2008 nutzt das Franchise Gimhae City FC das Stadion als Heimspielstätte.

## Galerie